# An Lauwereins
An Lauwereins is een Vlaamse zangeres en musicalactrice. Ze is soliste tijdens concerten en heeft hoofdrollen gespeeld in opera's, operettes en musicals.
Lauwereins heeft rollen gespeeld in onder andere The Sound of Music, Cats, West Side Story en Beauty and the Beast. Ze is een van de weinige Belgische zangeressen die een hoofdrol heeft mogen vertolken in de West End van Londen, als Carlotta in de originele Engelstalige productie van The Phantom of the Opera.

## Levensloop
Lauwereins volgde eerst een opleiding Toegepaste Economische Wetenschappen aan de Universitaire Faculteiten Sint-Ignatius te Antwerpen. Daarna volgde zij een zangopleiding bij Maria Verhaert en volgde zij een vervolmakingscursus aan het muziekconservatorium in Wenen. 

## Prijzen
Gewonnen
- Prijs Frans Dupont op het 9de Internationale Opera- &  Belcantoconcours, georganiseerd door Radio 1, TV2 (nu Canvas) en de Vlaamse Operastichting (VLOS) (België)
- Tweede Prijs op het Nico Dostal Wettbewerb in Wenen (Oostenrijk)
- Eerste Prijs bij de operettewedstrijd Marga De Boer in Roosendaal (Nederland).

Nominaties
- Beste vrouwelijke hoofdrol op de Nederlandse  Musical Awards voor haar rol van Amalia in She loves me.
- Beste vrouwelijke bijrol op de Vlaamse Musicalprijs voor haar rol van moeder-overste in The Sound of Music en voor de rol van Widow Corney in Oliver.

- MusicBrainz: 3f9af874-f2c4-4736-aff6-c749f46d5fda